# José Luis Morales Martín
|  | No s'ha de confondre amb José Luis Morales Nogales. |

José Luis Morales  (Madrid, 2 d'agost de 1973) és un exfutbolista madrileny, que ocupava la posició de davanter.

## Trajectòria
Va sorgir al planter del Reial Madrid. A l'equip B arriba a principis de la dècada dels 90, i qualla una gran temporada 93/94, en la qual marca 14 gols en 25 partits. Això li obri les portes del primer equip, amb qui debuta el 5 de febrer de 1994 en partit davant el Deportivo de La Corunya, i en aquest mateix encontre, aconsegueix un gol de xilena. Eixa campanya va jugar sis partits més i va marcar un altre gol.
La temporada 94/95, però, no compta per al Madrid i marxa a l'Sporting de Gijón. A Astúries signa una correcta primera temporada. A la segona, en canvi, tot just entra en els plans de l'entrenador i al mercat d'hivern recala al RCD Mallorca, on recupera l'instint golejador: 15 dianes en 24 partits.
El bon joc a Mallorca li val per retornar a Primera, a les files del CD Logroñés. Eixa campanya 96/97 el club riojà seria el cuer, encara que Morales marcaria sis gols, sent el davanter titular. Continuaria un any més al Logroñés, però sense tanta participació.
A partir d'ací, la carrera de Morales va entrar en declivi. Va passar pel CD Numancia la temporada 98/99 i meitat de la temporada 99/00, acabant la temporada a la UD Salamanca. A l'any següent fitxa pel Real Jaén, amb qui tan sols juga tres partits. Posteriorment recala a la lliga estatunidenca (New England Revolution) i a la portuguesa. Retornaria a l'Estat espanyol per jugar amb el Palamós CF i el Móstoles. A l'equip madrileny hi penjaria les botes el 2004 a causa de les lesions.